# انتخابات مجلس الأمة الكويتي 2006
انتخابات مجلس الأمة الكويتي 2006 هي انتخابات التي جرت بعد أن أصدر أمير الكويت الشيخ صباح الأحمد في 21 مايو 2006 مرسوما بحل مجلس الأمة (البرلمان)، ودعا إلى انتخابات برلمانية جديدة في التاسع والعشرين من حزيران (يونيو) 2006.
جاء في نص المرسوم الذي حمل الرقم 146 لعام 2006 أنه «لما كان تشتت الرأي وانقسامه داخل مجلس الأمة وتقاذف الاتهامات بين أعضائه وتطرق المناقشات إلى أمور غير مجدية قد أدت إلى تعطل أعماله وإثارة الفتن بين أطياف المجتمع وتشويه الحوار الوطني والإضرار بالمصالح العليا للبلاد. وبناء على عرض رئيس مجلس الوزراء، وبعد موافقة مجلس الوزراء، رسمنا بحل مجلس الامة». وتبع ذلك مرسوم برقم 147/2006 ونصه «يدعى الناخبون لانتخاب أعضاء مجلس الامة في يوم الخميس 4 جمادى الثانية 1427 الموافق 29 يونيو (حزيران) سنة 2006م».
وجاء قرار الحل إثر تصاعد أزمة «الدوائر الانتخابية» والنزاع بين المعارضة من جهة، وبين الحكومة ونواب موالين من جهة أخرى إلى حد دفع ثلاثة نواب معارضين إلى تقديم طلب لاستجواب رئيس مجلس الوزراء الشيخ ناصر المحمد على خلفية هذه الأزمة. ويعتبر أقطاب في السلطة الكويتية صعود رئيس الوزراء منصة الاستجواب خطاً أحمر لا يمكن تجاوزه إذ لم يحدث قبل ذلك ليس في الكويت فقط بل وفي منطقة الخليج بشكل عام.
تبرز هذه الانتخابات أكثر من أية انتخابات سابقة انقساما حادا في المجتمع الكويتي والسياسيين الكويتين بين معسكر معرضه اتخذ اللون «البرتقالي» شعارا له تحت كلمة «الإرادة» ومعسكر موال للحكومة اتخذ من اللون الأزرق مع شعار «العدالة». حيث تطالب المعارضة بإعادة تقسيم الدوائر الانتخاية إلى خمس دوائر من أجل القضاء على الفساد السياسي في حين يطالب الفريق الآخر بتقسيم عادل للدوائر يضمن مساواة عدد الناخبين بين الدوائر.

## سوابق حل البرلمان الكويتي
- 1976 : حل غير دستوري عطل بموجبه الدستور حتى 1981
- 1986 : حل غير دستوري استمر حتى الغزو العراقي للكويت عام 1990.
- 1999 : حل دستوري تمت الانتخابات بعد شهرين.

## مجرى الانتخابات
تنافس 250 مرشحا كويتيا من بينهم 28 امرأة عام 2006، موزعين على 25 دائرة انتخابية موزعة في جميع أنحاء الكويت. تحصل كل دائرة على مقعدين من مجموع 50 مقعدا في مجلس الأمة الكويتي. تشكل النساء الكويتيات 57% من المجموع الكلي للناخبين. وقد أقبل وشارك في هذه الانتخابات أكثر من 80% من المؤهلين للانتخاب. وفي مقاييس الانتخابات البرلمانية تعتبر هذه نسبة عالية.
فيما يلي تفاصيل المرشحين والفائزين في الدوائر الخمسة والعشرين في يونيو 2006 في الكويت.

### الدائرة الأولى
شرق وتضم كلا من المناطق التالية:
- 1. الشرق
- 2. الدسمة
- 3. بنيدالقار
- 4. المطبة
- 5. دسمان

| رقم | الاسم                                     |
| --- | ----------------------------------------- |
| 1   | عبد الله رشدى المحامى القدير              |
| 2   | أحمد حاجى على عبد الله لارى               |
| 3   | أحمد حسين محمد على حسين الوزان            |
| 4   | أحمد حمود محمد سعود الدويهيس              |
| 5   | بدر ناصر عبد الله حاجيه محمد              |
| 6   | حامد سعود محمد شويرد العميرى              |
| 7   | حسن على عبد الله على الجعفر               |
| 8   | خالد عجيل طرقى شعيب العنزى                |
| 10  | صالح أحمد حسن عاشور                       |
| 11  | قاسم محمد علي عبد الله الصراف             |
| 12  | محمد علي أحمد مظفر                        |
| 13  | محمود سيد علي سيد عباس عبد الرسول الموسوي |
| 14  | محمود عبد العظيم محمد يوسف الاربش         |
| 15  | مريم محمد سليمان البحوة                   |
| 16  | ناصر بدر ناصر خليفة بو ناشي               |
| 17  | يوسف سيد حسن سيد علي صالح الزلزلة         |
| 18  | يوسف سيد مهدي سيد يوسف جعفر               |

| المركز        | الاسم                       | الأصوات |
| ------------- | --------------------------- | ------- |
| المركز الأول  | أحمد حاجى على عبد الله لاري | 3,504   |
| المركز الثاني | صالح أحمد عاشور             | 2,284   |

### الدائرة الثانية
المرقاب وتضم كلا من المناطق التالية:
- 1. المرقاب
- 2. ضاحية عبد الله السالم

| رقم | الاسم                               |
| --- | ----------------------------------- |
| 1   | عبد الله صالح أحمد محمد علي الشواف  |
| 2   | عبد الوهاب راشد الهارون             |
| 3   | عبد الله محمد عبد الرحمن النيباري   |
| 4   | فيصل محمد حمد سليمان الوقيان        |
| 5   | مجدي يحيى محمد عبد الرحمن غنام      |
| 6   | محمد براك عبد المحسن محمد المطي     |
| 7   | مرزوق علي محمد ثنيان الغانم         |
| 8   | وليد محمد جاسم إبراهيم العبد السلام |

| المركز        | الاسم                            | الأصوات |
| ------------- | -------------------------------- | ------- |
| المركز الأول  | مرزوق علي محمد ثنيان الغانم      | 2,223   |
| المركز الثاني | محمد براك عبد المحسن محمد المطير | 1,461   |

### الدائرة الثالثة
القبلة وتضم كلا من المناطق التالية: القبلة-الشويخ-
- 1. القبلة
- 2. الشويخ
- 3. الشامية

| رقم | الاسم                               |
| --- | ----------------------------------- |
| 1   | جاسم الخرافي                        |
| 2   | رياض ناصر فهد إبراهيم المطوع        |
| 3   | عبد الله علي محمد علي حجي المطوع    |
| 4   | علي عبد الله علي بن غيث             |
| 5   | فاضل حسن عبد الله عيسى الصباغة      |
| 6   | محمد الصقر                          |
| 7   | محمد عبد الله محمد عبد الله القديفي |
| 8   | منصور أحمد حمود محارب الهيني        |
| 9   | يوسف سليمان عبد العزيز المطوع       |

| المركز        | الاسم        | الأصوات |
| ------------- | ------------ | ------- |
| المركز الأول  | محمد الصقر   | 2,143   |
| المركز الثاني | جاسم الخرافي | 1,989   |

### الدائرة الرابعة
الدعية وتضم كلا من المناطق التالية:
- 1. الدعية
- 2. الشعب
- 3. فيلكا
- 4. وسائر الجزر

| رقم | الاسم                                      |
| --- | ------------------------------------------ |
| 1   | خالدة علي حسين عبد الله علي                |
| 2   | خلف محمد حسين محمد حسن الفيلكاوى           |
| 3   | سليمان بدر سلمان علي مكي                   |
| 4   | صادق خلف أحمد الجمعة                       |
| 5   | صلاح مبارك خليفة حسين بورسلي               |
| 6   | طه علي محمد علي بوربيع                     |
| 7   | عبد الامير عيسى محمد جاسم الصفار           |
| 8   | عبد الرحمن محمد عبد الرزاق محمد النصر الله |
| 9   | عبد الله يوسف عبد الرحمن يوسف الرومي       |
| 10  | عبد الواحد محمود محمد محمود العوضي         |
| 11  | عيسى أحمد حسين حسن الشمالي                 |
| 12  | فاخر علي السيد خليفة حسين القلاف البحراني  |
| 13  | فاطمة حجي خضير محمد عبدلي                  |
| 14  | فيصل عبد الله أحمد محمد                    |
| 15  | فيصل قاسم يعقوب أحمد حيات                  |
| 16  | ناصر حمود عبد الله فالح محمد الهاجري       |

| المركز        | الاسم                                | الأصوات |
| ------------- | ------------------------------------ | ------- |
| المركز الأول  | عبد الله يوسف عبد الرحمن يوسف الرومي | 2,509   |
| المركز الثاني | عبد الواحد محمود محمد محمود العوضي   | 2,478   |

### الدائرة الخامسة
القادسية وتضم كلا من المناطق التالية:
- 1. القادسية
- 2. المنصورية

| رقم | الاسم                                    |
| --- | ---------------------------------------- |
| 1   | إبراهيم عبد الله محمد جاسم الصفار        |
| 2   | أحمد يعقوب يوسف باقر العبد الله          |
| 3   | أنور جواد احمد بوخمسين                   |
| 4   | خالد عبد الرحمن العبد الله الفارس        |
| 5   | خليل إبراهيم عباس حيدر                   |
| 6   | سامي حسين حيدر عبد الله القطان           |
| 7   | سعود عبد العزيز طاهر حجي عبد الله المطوع |
| 8   | طيبة أحمد عبد الله الإبراهيم             |
| 9   | عبد الله علي عبد الله صالح اليحيا        |
| 10  | عبد العزيز عبد اللطيف محمد المطوع        |
| 11  | علاء الدين ميرزا على موسى السليمى        |
| 12  | علي فهد راشد الراشد                      |
| 13  | فالح سند فالح المسعود                    |
| 14  | مهدى سيدأحمد سيدمحمد سيدقاسم سيدعلى      |
| 15  | وليد أحمد محمد أحمد مراد الكندري         |
| 16  | يوسف حمد محمد الجدى                      |

| المركز        | الاسم                           | الأصوات |
| ------------- | ------------------------------- | ------- |
| المركز الأول  | علي فهد راشد الراشد             | 2,527   |
| المركز الثاني | أحمد يعقوب يوسف باقر العبد الله | 2,071   |

### الدائرة السادسة
الفيحاء وتضم كلا من المناطق التالية:
- 1. الفيحاء
- 2. النزهة

| رقم | الاسم                                      |
| --- | ------------------------------------------ |
| 1   | حامد سيد أحمد الطبطبائي                    |
| 2   | دعيج الشمري                                |
| 3   | سعد يوسف سعد حمود الرشيد                   |
| 4   | سعود صالح إبراهيم صالح العبد الله الذويخ   |
| 5   | صالح عبد العزيز على عبد الله البديوي       |
| 6   | عبد الله فيصل عبد الله الفارس              |
| 7   | فراس ادعيج أحمد العون                      |
| 8   | فهد صالح ناصر محمد الخنة                   |
| 9   | فواز سعد عبد الله حجي المرزوعي             |
| 10  | محمد عبد الله خالد عبد الرحمن العبد الجادر |
| 11  | مشاري العنجري                              |

| المركز        | الاسم                             | الأصوات |
| ------------- | --------------------------------- | ------- |
| المركز الأول  | مشاري جاسم مشاري العنجري وحصل على | 2,691   |
| المركز الثاني | دعيج الشمري                       | 2,068   |

### الدائرة السابعة
كيفان وتضم كلا من المناطق التالية: كيفان.
ومرشحين الدائرة هم:
- رياض عبد المحسن يعقوب عبد الرحمن الصانع
- عائشة سالم فهاد الرشيد القروي
- عادل عبد العزيز عبد الله صالح الصرعاوي
- عبد الله يوسف رجب المعيوف
- محمد أحمد شهاب أحمد العثمان
- وليد مساعد السيد إبراهيم العبدالرزاق الطبطبائي
- يوسف سعد يوسف عبد الوهاب العدساني

الفائزين من الدائرة 7 :
- المركز الأول: عادل عبد العزيز عبد الله صالح الصرعاوي وحصل على:3108 صوت
- المركز الثاني: وليد مساعد السيد إبراهيم العبد الرزاق الطبطبائي وحصل على:2740 صوت

### الدائرة الثامنة
حولي وتضم كلا من المناطق التالية: حولي-ميدان حولي-النقرة-بيان-مشرف.
ومرشحين الدائرة هم:
- أحمد عبد العزيز يوسف المزيني
- أحمد عبد المحسن تركي المليفي
- جمعان عوض عياد عوض العازمي
- حسن جوهر
- سعد فهد راجح فيصل البوص
- سعد محمد فالح طفلة العجمي
- علام علي جعفر الكندري
- علي يوسف عباس علي الكوت
- فاطمة سعود عبد العزيز الحساوي
- فهد عبد العزيز فهد المسعود
- فهد عبد المحسن محمد البداح الخشرم
- فهد مبارك سالم عبد الله الفريحان
- نزار جعفر ملا جمعة أحمد
- نواف سليمان علي الخميس الفزيع

الفائزين من الدائرة 8 :
- المركز الأول: حسن جوهر وحصل على:5228 صوت
- المركز الثاني: أحمد عبد المحسن تركي المليفي وحصل على:5160 صوت

### الدائرة التاسعة
الروضة وتضم كلا من المناطق التالية: الروضة.
ومرشحين الدائرة هم:
- باسل جاسر خالد الجاسر الراجحي
- بدر شيخان الشيخ احمد الفارسي
- براك علي براك جديع الشيتان
- روضان عبد العزيز العبد الله الروضان
- سلوى سعيد عويضة سعيد
- عائشة غانم مبارك العميري
- عادل عبد الله محمد حسين العبد الله الناصر
- غنيمة محمد عثمان الحيدر
- فيصل فهد محمد علي الشايع
- ناصر جاسم عبد الله خليفة الصانع
- نوال سليم صاهود المقيحط

الفائزين من الدائرة 9 :
- المركز الأول: ناصر جاسم عبد الله خليفة الصانع وحصل على:2354 صوت
- المركز الثاني: فيصل فهد محمد علي الشايع وحصل على:2349 صوت

### الدائرة العاشرة
العديلية وتضم كلا من المناطق التالية: العديلية-الجابرية-السرة.
ومرشحين الدائرة هم:
- أحمد بدر سليمان العيسى
- باسل بدر السيد هاشم السيد أحمد الغربللي
- باسل سعد عبد العزيز عبد المحسن الراشد
- جابر أحمد محمد حاجية محمد باقر
- جمال حسين فهد عمر العمر
- حسين شعبان حاجي على عضنفري
- حمد إبراهيم عبد الرحمن التويجري
- خالد إبراهيم محمد عبد العزيز الميلم
- خالد عبد اللطيف رمضان الجابر
- رولا عبد الله علي حاجية دشتي
- صالح يوسف صالح الفضالة
- عبد الله سيد أحمد سيد علي أكبر السيد إبراهيم
- عدنان عبد الكريم جوهر أحمد الشطي
- عيسى عبد الله صالح حمود بويابس
- عيسى غلوم حسن قبازرد
- مريم عبد السلام عبد العزيز عبد السلام شعيب
- منصور ذعار عبد الله عبا العتيبي
- ميثم خليل إبراهيم على يوسف خربيط
- نبيلة مبارك عبد المحسن العنجري
- نعيمة أحمد عبد الله حاي الحاي
- نوال داود سليمان البدر
- هند محمد صالح ابن الشيخ

الفائزين من الدائرة 10 :
- المركز الأول: صالح يوسف صالح الفضالة وحصل على:5217 صوت
- المركز الثاني: جمال حسين فهد عمر العمر وحصل على:4957 صوت

### الدائرة الحادية عشر
الخالدية وتضم كلا من المناطق التالية: الخالدية-قرطبة-اليرموك.
ومرشحين الدائرة هم:
- أحمد عبد العزيز جاسم السعدون
- بدر حسين على عبد الله الأنصاري
- بدر ناصر معتوق إبراهيم العسلاوي
- ذكرى سعود مبارك شريدة المجدلي
- سعود محمد سعود عبد العزيز العصفور
- سليمان منصور عبد الله عبد العزيز المنصور
- شيخة عيسي فهد غانم الغانم
- عدنان صالح يعقوب يوسف الشرهان
- عدنان عبد الرحمن إبراهيم حمد الحمود
- على صالح محمد صالح العمير
- علي عبد الله خلف السعيد
- محمد خليفة عبد الرحمن الريش
- مشاري عبد الله ماضي الخميس
- ناجي عبد الله يوسف عبد الله العبد الهادي
- نبيلة سليمان انقيان سالم العميري

الفائزين من الدائرة 11 :
- المركز الأول: أحمد عبد العزيز جاسم السعدون وحصل على:4970 صوت
- المركز الثاني: على صالح محمد صالح العمير وحصل على:3744 صوت

### الدائرة الثانية عشر
السالمية وتضم كلا من المناطق التالية: السالمية-الرأس-البدع-سلوى.
ومرشحين الدائرة هم:
- أحمد خليفة راشد محمد الشحومي
- بدر فالح خليفة عقيل العازمي
- جاسم محمد ناشي معتاد عنزه
- حسن على عباس عبد الله عبد العزيز
- حسين ناصر محمد ناصر الحريتي
- سالم عبد الله حمود الحماد
- سميح إبراهيم صالح مدن القلاف
- شاكر عبد الكريم محمد حسين صالح حسين
- عبد الخالق عبد الحميد ملا جمعة أحمد باقر
- عبد الله عبد اللطيف الغانم الفهد
- عزيز عباس غلوم حسن دشتى
- عمار عبد الملك محمد عبد الملك
- مبارك سالم مبارك ناصر الحريص
- محمد عبد الوهاب عباس خورشيد
- محمد عيسى محمد علي حسن
- مخـلـد راشد سـعد العازمي
- نبيل صالح عبد الله أحمد العوضي
- هند عبد الله راشد الدعيج
- وليد أحمد يعقوب يوسف

الفائزين من الدائرة 12 :
- المركز الأول: حسين ناصر محمد ناصر الحريتي وحصل على:3793 صوت
- المركز الثاني: أحمد خليفة راشد محمد الشحومي وحصل على:3772 صوت

### الدائرة الثالثة عشر
الرميثية وتضم كلا من المناطق التالية: الزميثية.
ومرشحين الدائرة هم:
- بدر سعود ناصر شحيتاوي العازمي
- جمال أحمد جمال محمد الكندري
- حسين علي السيد خليفة حسين القلاف البحراني
- حميد أحمد غلوم علي الهندياني
- خالد حسين عبد علي عبد الرحمن الشطي
- خليل إبراهيم محمد حسين الصالح
- صباح حميد أحمد العلي
- صلاح عبد الرضا عبد الله خورشيد
- عادل موسى حسن صالح الرمضان
- عبد الصمد صالح محمد مصبح دشتي
- عبد الهادي حسين غلوم حيدر مبارك البلوشي
- عبد القادر عبد الرحمن عبد القادر عبد الله الحمود
- عدنان سيد عبد الصمد أحمد سيد زاهد
- عيسى حجي موسى
- فاضل سليمان حاجي علي أكبر
- فيصل عبد الوهاب خليفة حسين بورسلي
- مسعود على حسين العطار
- نبيل عبد الهادي مضحى مبارك الغريبه

الفائزين من الدائرة 13 :
- المركز الأول: جمال أحمد جمال محمد الكندري وحصل على:4145 صوت
- المركز الثاني: عدنان سيد عبد الصمد أحمد سيد زاهد وحصل على:3776 صوت

### الدائرة الرابعة عشر
ابرق خيطان وتضم كلا من المناطق التالية: ابرق خيطان-خيطان الجديدة.
ومرشحين الدائرة هم:
- حمود ناصر العبد الله الجبري
- سعد عبد العزيز صالح عبد العزيز محمد الهملان
- صنقور فيحان صنقور
- عباس ماجد ابداح عباس بوردن
- عبد العزيز عبد الرزاق خالد حمد الحاتم
- فارس سعد عيد عبد الله العتيبي
- فيصل أحمد علي مندي
- فيصل جعفر غلوم عبد الله حسين
- فيصل علي عبد الله المسلم
- محمد سالم الجويهل محمد الجويهل
- موسى سعد عبد الرحمن حمود الموسى
- وليد مناحي صنهات ساير العصيمي

الفائزين من الدائرة 14 :
- المركز الأول: فيصل علي عبد الله المسلم وحصل على:3841 صوت
- المركز الثاني: وليد مناحي صنهات ساير العصيمي وحصل على:3128 صوت

### الدائرة الخامسة عشر
الفروانيه وتضم كلا من المناطق التالية: الفروانية-الفردوس-الرحاب.
ومرشحين الدائرة هم:
- براك ناصر فلاح النون الرشيدي
- حسن عتيق ناصر صقر المويزرى الرشيدي
- راشد ربيح مفرح رباح الرشيدى
- رشيد حمود نزال رشيد المعصب الرشيدي
- سعد علي خالد خنفور الرشيدي
- سعود ارشيد القفيدي كعمي الرشيدي
- سعود تيعان نافل البغيلي الرشيدي
- ضاحي حجي ضاحي الرشيدي
- طرقى سعود نهار جديع المطيرى
- عبد اللطيف عباس حبيب مناور المسليم الرشيدي
- علي سالم الجعيلان الدقباسي الرشيدي
- عمر فريح مجبل مطير الشريجة الرشيدي
- عيد هذال سعود مرحب الرشيدي
- فايز حامد باتل البغيلي الرشيدي
- مبارك محمد سيف مطلق المويزري الرشيدي
- محمد سليمان فلاح سعيد الرشيدي
- محمد مفرج عاصي مفرج المسيلم الرشيدي
- محمد هايف سلطان عريج المطيري
- مزعل محمد هادي محمد النمران الرشيدي
- مناور بيان مناور فلاح الراجحي الرشيدي
- ناصر عبد الله لافي قبلان المطيري
- نواف ساري راشد نهار المطيري
- نوره جاسم محمد درويش الدرويش

الفائزين من الدائرة 15 :
- المركز الأول: مزعل محمد هادي محمد النمران وحصل على:7125 صوت
- المركز الثاني: علي سالم الجعيلان الدقباسي وحصل على:7085 صوت

### الدائرة السادسة عشر
العمرية وتضم كلا من المناطق التالية: العمرية-الرقعي-الرابية-الأندلس.
ومرشحين الدائرة هم:
- أحمد محمد أحمد محمد بودريد
- برجس خلف مرجي دكين العنزي
- راضي مطلق عيد سالم الرشيدي
- سعد عباد حسين سوارج
- شريان مرزوق مبارك شريان المطيري
- صباح عبد الله سالم فهد المالك
- ضيف الله فضيل ضيف الله بو رمية
- ضيف الله نهار مسفر نهار العتيبي
- عادل حسن عبد الله ناصر حمود الظفيري
- عادل عبد الله عبد العزيز عبد الله المسلم
- عبد الله حسين إبراهيم باقر محمد باقر
- على ثويني عرادة العرادة
- فيصل إبراهيم سالم عمران أحمد العمران
- فيصل خالد سليمان ناصر السعيد
- مبارك بنيه متعب الخرينج
- محمد حمود زامل الفجي
- محمد حمود مطلق بندر أبو شيبة
- ناصر فهد على فهد الدويلة
- نايف مهنا عيسى اصليبى العدوانى
- نورية إبراهيم مزعل الماجد الشمري
- هادي هاجد عبيد الوطري

الفائزين من الدائرة 16 :
- المركز الأول: ضيف الله فضيل ضيف الله بو رمية وحصل على:5676 صوت
- المركز الثاني: مبارك بنيه متعب الخرينج وحصل على:5272 صوت

### الدائرة السابعة عشر
جليب شيوخ وتضم كلا من المناطق التالية: جليب الشيوخ-الشدادية-ضاحية صباح الناصر-العضيلية-صيهد العوازم-العارضية.
ومرشحين الدائرة هم:
- بيان سلمي فالح ضاوي الديحاني
- جاسر مطلق عبد الله سلطان الجدعي المطيري
- حسين مزيد عويس هادي الديحاني
- فهد عايض فلاح مفرج المسيلم
- فيصل محمد ابريك زيد العتيبى
- ماجد موسى عبد الرحمن بطي المطيري
- محمد منور محمد سالم عوض المطيري
- مسلم محمد حمد ناصر البراك
- نايف فيصل بندر الدويش

الفائزين من الدائرة 17 :
- المركز الأول: مسلم محمد حمد ناصر البراك وحصل على:8254 صوت
- المركز الثاني: حسين مزيد عويس هادي الديحاني وحصل على:5420 صوت

### الدائرة الثامنة عشر
الصليبيخات وتضم كلا من المناطق التالية: الصليبيخات-غرناطة-الدوحة-أمغرة.
و مرشحين الدائرة هم:
- جمعان ظاهر ماضي الحربش
- حمد سيف محمد جديع الهرشاني
- خالدة عبد الحي عباس محمد الخضر
- خلف دميثير عجاج جازع العنزي
- راشد سلمان محمد الهيبدة
- رشدان راشد جليل رشدان البذالي
- عبد الله متعب مسفر مرزوق العرادة
- عبد الله هدروس راشد جويعان البذالي
- عودة عودة بشيت هجيج عودة الرويعي
- مبارك صالح حسن على النجادة
- محمد عنيزان مبارك خشمان الهاجرى
- نزيهه سفاح شنوف راشد البذالي
- هادي مطلق حصين فلاح المفرج
- وليد خالد حسين الحيدر
- يعقوب حسين عيد البدر

الفائزين من الدائرة 18 :
- المركز الأول: جمعان ظاهر ماضي الحربش وحصل على:3691 صوت
- المركز الثاني: خلف دميثير عجاج جازع العنزي وحصل على:1141 صوت

### الدائرة التاسعة عشر
الجهراء الجديدة وتضم كلا من المناطق التالية: الجهراء الجديدة-الصليبية-المساكن الجديدة.
و مرشحين الدائرة هم:
- أحمد نصار مطلق الشريعان
- برغش خالد نايف برغش الجنفاوي
- خالد رفاعى محمد الشليمى
- خضير عقلة صياد سحيمان العنزي
- رافع مطر عبد الله طينان العنزى
- زيد شلال زيد شلال الشمري
- سعيد ساعد حمدان فهد الحريجي
- علية صفوق ثويني غضبان العنزي
- عواد برد جاعد منيف العنزي
- فهد سماوي علوي محمد الضفيري
- فهد عبد الله هلال زيد الحميدى
- محمد خليفة مفرج الخليفة
- مساعد ثامر دايس نحيطر الشمرى
- مفرج نهار مفرج خلف المطيري

الفائزين من الدائرة 19 :
- المركز الأول: محمد خليفة مفرج الخليفة وحصل على:4156 صوت
- المركز الثاني: خضير عقلة صياد سحيمان العنزي وحصل على:2491 صوت

### الدائرة العشرون
الجهراء القديمة وتضم كلا من المناطق التالية: الجهراء ومناطق البر.
ومرشحين الدائرة هم:
- بريكان مجيدل مكيديد سميان السليماني
- جليل مثقال جليل صياح السعيدي
- حمد خالد مزيد محمد الصبرة العنزي
- طلال مبارك حمد العيار
- عايد سرحان عايد الذايدى العنزى
- على دخيل شافى جزاع العنزى
- عماد حليحل عبد الله الرميثان الصليلى
- فهاد سيف فهد ظريس العجمى
- مؤيد عبد الله خلف السعيد
- محمد محسن جديع حسن البصيري
- مطر طليحان لهيلم قنيان الشمري

الفائزين من الدائرة 20 :
- المركز الأول: طلال مبارك حمد العيار وحصل على:4178 صوت
- المركز الثاني: محمد محسن جديع حسن البصيري وحصل على:3947 صوت

### الدائرة الواحدة والعشرون
الأحمدي وتضم كلا من المناطق التالية: الأحمدي - الفنطاس -المهبولة -أبو حليفة - العقيلة - الفنيطيس -المسيلة -ضاحية صباح السالم - الظهر.
ومرشحين الدائرة هم:
- أحمد خلف حمد مرزوق الغريب
- جمعان فالح سالم زبن العازمى
- حمد حيدر سعود الحسن
- حمود محمد ناصر أحمد الحمدان
- خالد سالم عبد الله العدوه
- راشد مطلق راشد السبيت العازمى
- سالم حمد عبد الله سالم المسباح
- سالم سعود حبيب بن جامع
- سعدون حماد عبيد مزعل بداح العتيبي
- سلوى محمل ضيف الله منيع المطيري
- عبد الله شجاع غازي صفيان العتيبي
- عبد الله عايض عبد الله مسفر الهاجري
- على كايد مانع حسين العنزى
- فاطمة خريص صعفك مدلول المطيري
- فيصل صقر سيف نفاع العضيله
- محمد صالح سالم شليويح العجمي
- محمد عبد الغفار عبد الصمد تقى عسكر الصفار
- محمد فالح عبيد عايد العجمى
- محمد مسلط ذعار عمر العتيبي
- مسفر طالب حمد نبجان المرى
- يوسف عيد مطلق عوض المرتجى

الفائزين من الدائرة 21 :
- المركز الأول: سعدون حماد عبيد مزعل بداح العتيبي وحصل على:6882 صوت
- المركز الثاني: خالد سالم عبد الله العدوة وحصل على:6594 صوت

### الدائرة الثانية والعشرون
الرقة وتضم كلا من المناطق التالية: الرقة-هدية.
ومرشحين الدائرة هم:
- جاسم على محمد شريف أحمد
- حمود محمد عبد المنعم بشير العتيبى
- خليل إبراهيم محمد قمبر
- صالح محسن غازي مبارك العتيبي
- عبد الله حشر عايد البرغش
- عبد الله عكاش سعد مطر العبدالي
- عبد الله مهدي عبد الله العجمي
- عبد الله هذال ضيدان مخلف المطيرى
- عبيد خليف حويدر حوران العنزي
- فواز شجاع فيحان البادى العتيبى
- ناصر سعد مطلق الرشيدي العازمي

الفائزين من الدائرة 22 :
- المركز الأول: عبد الله عكاش سعد مطر العبدالي وحصل على :5418 صوت
- المركز الثاني: عبد الله مهدي عبد الله العجمي وحصل على :4717 صوت

### الدائرة الثالثة والعشرون
الصباحية وتضم كلا من المناطق التالية : الصباحية.
ومرشحين الدائرة هم:
- بدر ماجد بدر فايز المطيري
- جابر سعد خنيفر عايد العازمي
- جمال يوسف عبد الرحمن محمد التركيت
- سودان على عقاب سعيد الشمرى
- شارع ناصر سعد شارع العجمى
- عبد الله غازي جاسي ملوح العازمي
- غانم علي فلاح على حزام الميع
- فيصل عبد الرحمن محمد الجمعة الدوسري
- محمد سند عايد سند الشراكى
- محمد عايض صالح فالح الرشيدي
- مهنا عطا الله براك سيف الشمري

الفائزين من الدائرة 23 :
- المركز الأول: جابر سعد خنيفر عايد العازمي وحصل على :4827 صوت
- المركز الثاني: غانم علي فلاح على حزام الميع وحصل على :4624 صوت

### الدائرة الرابعة والعشرون
الفحيحيل وتضم كلا من المناطق التالية : الفحيحيل-المنقف-القرين.
ومرشحين الدائرة هم:
- بدر راشد سلطان العتيبى
- جاسم محمد غيلان المهنا الفضلي
- حسن سعد خالد سعد العازمي
- حسين براك هادي حسين الحضيري الدوسري
- حمدان سعود حمدان محمد العدواني
- خالد محمد فلاح فالح المجلية العازمي
- دعيج خلف فلاح سلطان العتيبى
- سالم أرويدان فهد رجعان الجماح
- سعد رغيان سعود فهيد الشريع
- عادل كاظم حيدر عبد الله بهمن
- عبد المحسن طاهر موسى الصايغ
- عصام سلمان عبد الله جاسم الدبوس
- علي عبد الله سعد رشيد العازمي
- فلاح فهد محمد سعيد محمد الهاجري
- فهد دخيل فهد ناصر العتيبي
- محمد جابر حمد جهيم المرى
- نايف مبارك عبد الله مبارك الجميعة
- هملان عبد الله فهد هملان العجمى

الفائزين من الدائرة 24 :
- المركز الأول: فلاح فهد محمد سعيد محمد الهاجري وحصل على :4739 صوت
- المركز الثاني: سعد رغيان سعود فهيد الشريع وحصل على :4524 صوت

### الدائرة الخامسة والعشرون
أم الهيمان وتضم كلا من المناطق التالية : ضاحية جابر العلي - الوفرة - الزور - ضاحية علي صباح السالم-أم الهيمان.
ومرشحين الدائرة هم:
- أسامة عايش أحمد الشمالي
- أحمد راشد محمد صويلح العازمي
- أحمد عبد الله سعد زايد مطيع العزمي
- حمود عبد الله صالح مرزوق المطيري
- خالد سالم على عبد الله العجمى
- راشد فارس سعدون السهدى العازمى
- سالم نملان مدغم مرزوق العازمي
- سعد زنيفر سعد على العازمى
- عادل سعود بطيان فلاح السحلول العازمي
- عبد الله غصن فهيد ناجع العجمى
- عبد الله فالح رجعان راعي الفحماء
- عيسى ناصر عويس الحميدانى العجمى
- فالح خالد هادى فالح العازمى
- فهد سعد بن سعد الحويله ال سعد
- فهد عايض هادى ضويحى العازمى
- فيصل حماد سيف مبارك عبيد النفيشان العازمي
- ليلى زيد راشد زايد الراشد
- مانع محمد مبارك مسفر العجمي
- مرزوق فالح عايض الحبينى العازمي
- ناصر مبارك عبد الله عكشان العجمى
- نوري خلف شاوي عبد الله القلاف

الفائزين من الدائرة 25 :
- المركز الأول: مرزوق فالح عايض الحبينى العازمي وحصل على :4081 صوت
- المركز الثاني: عبد الله فالح رجعان راعي الفحماء وحصل على :3838 صوت

## مواضيع متعلقة
- مجلس الأمة الكويتي.

## اقرأ أيضا
- موقع مجلس الامة الكويتي